# میدان رائکویا، تارتو
میدان رائکویا (انگلیسی: Town Hall Square) یک میدان در تارتو، استونی است.
این میدان که در بخش قدیمی شهر قرار دارد ساختمان تالار شهر تارتو در کنار آن قرار دارد، این میدان محلی برای برگزاری جشنواره روزهای هانسیاتک تارتو است، رستوران‌ها و بارهای متعددی در اطراف میدان رائکویا قرار دارد.

## نگارخانه

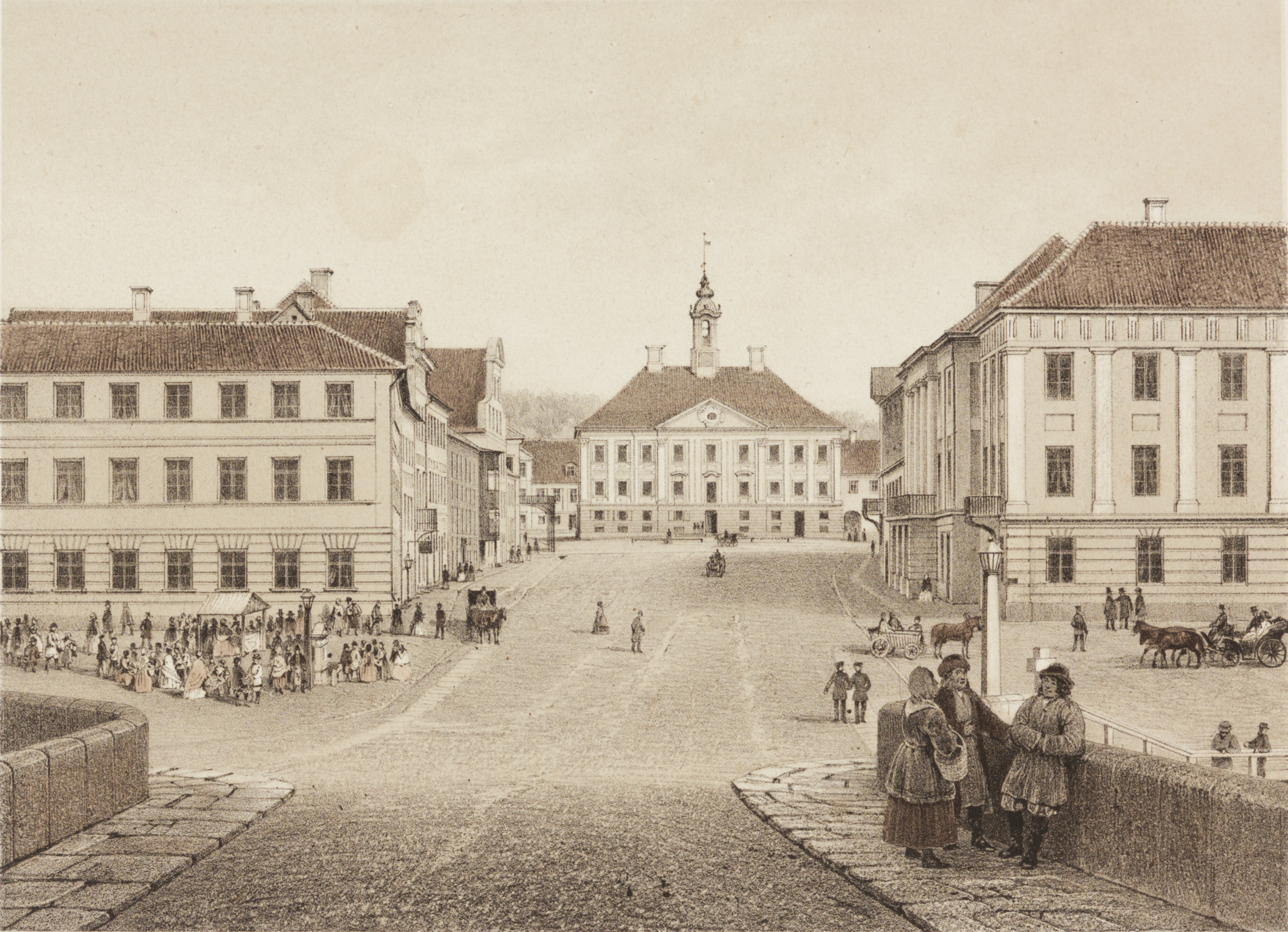
۱۸۶۰
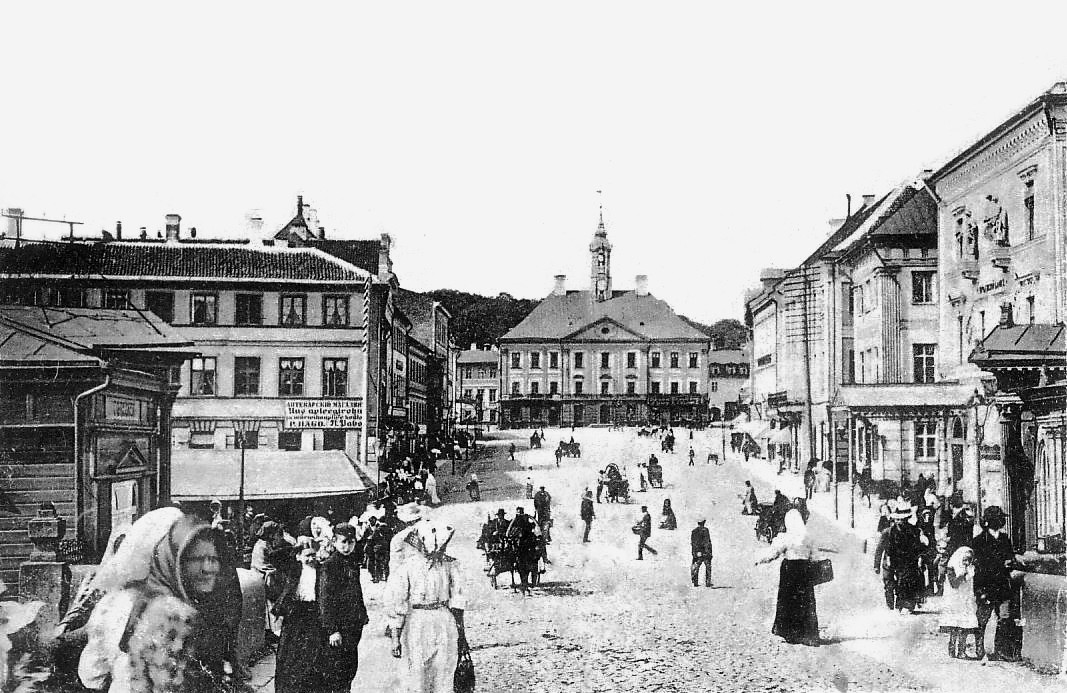
۱۹۲۵
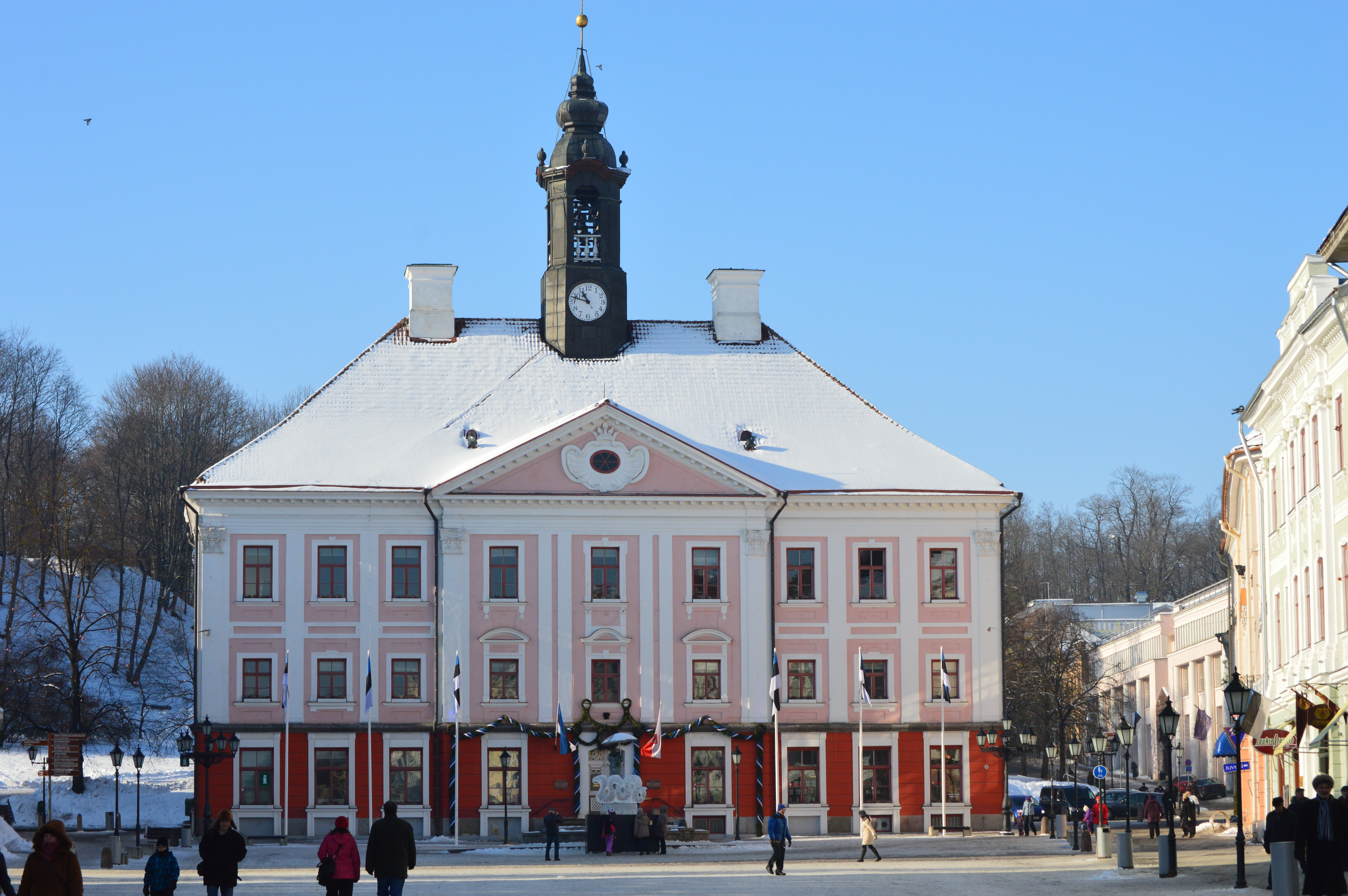
تالار شهر تارتو
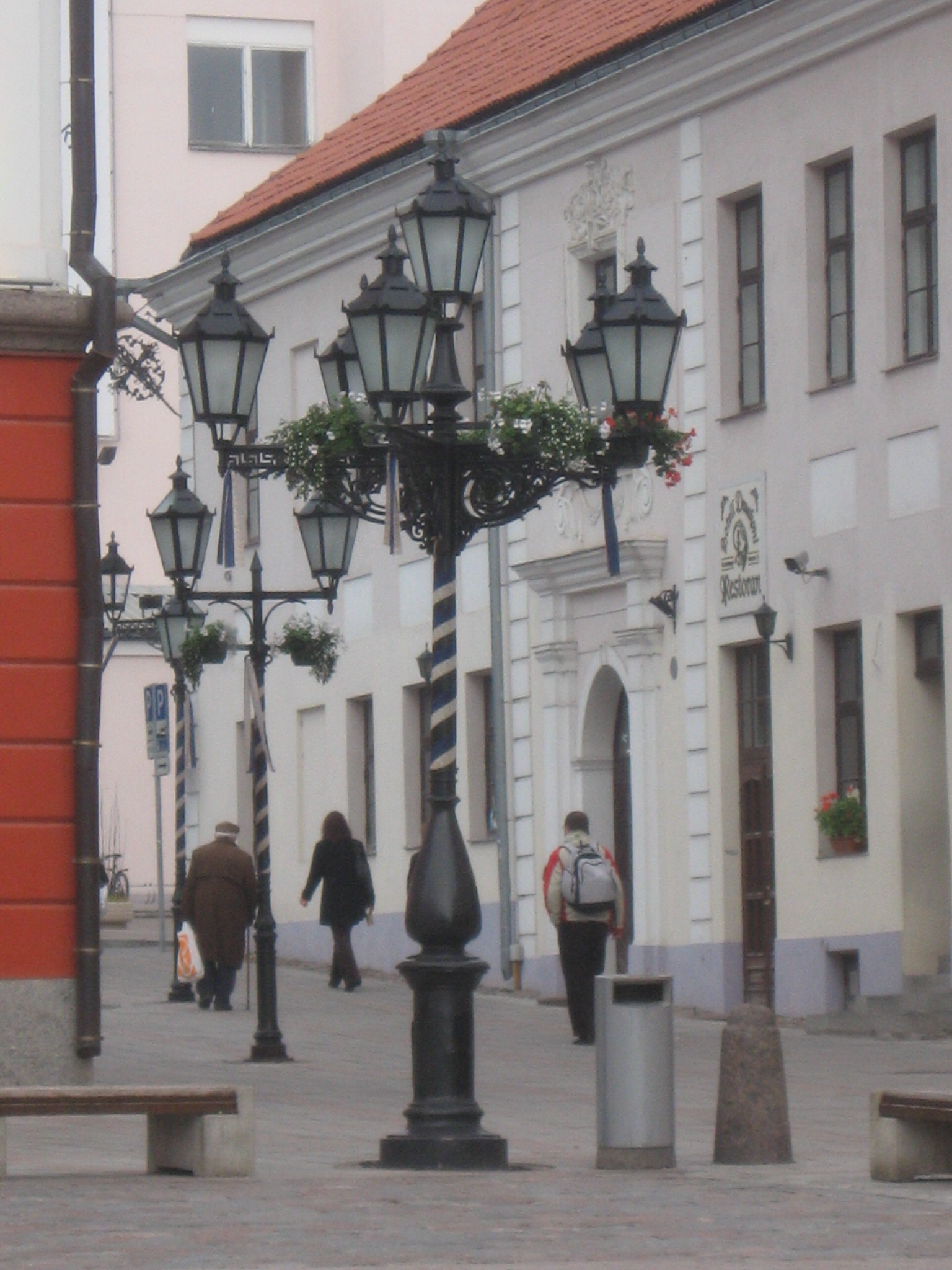
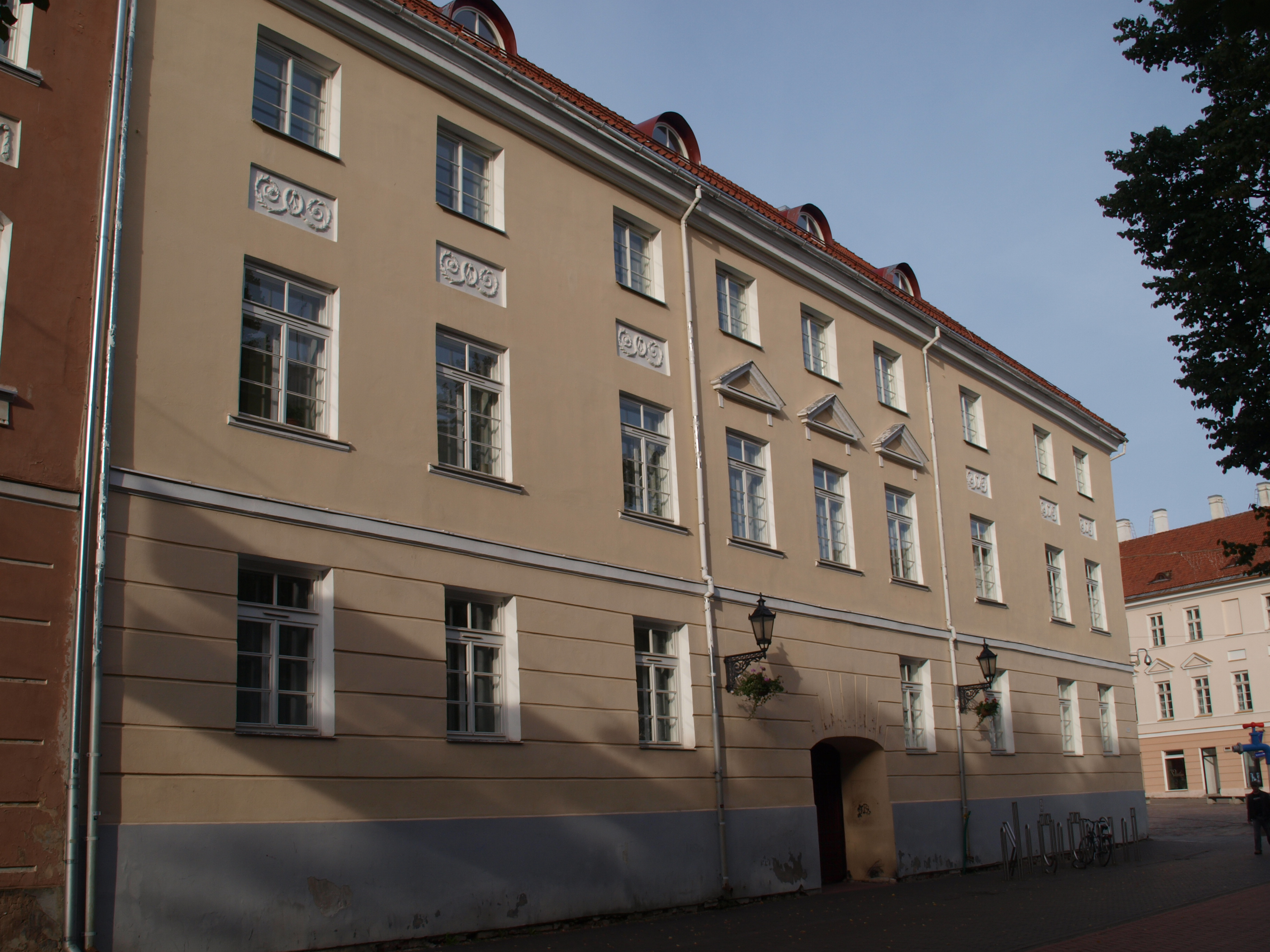
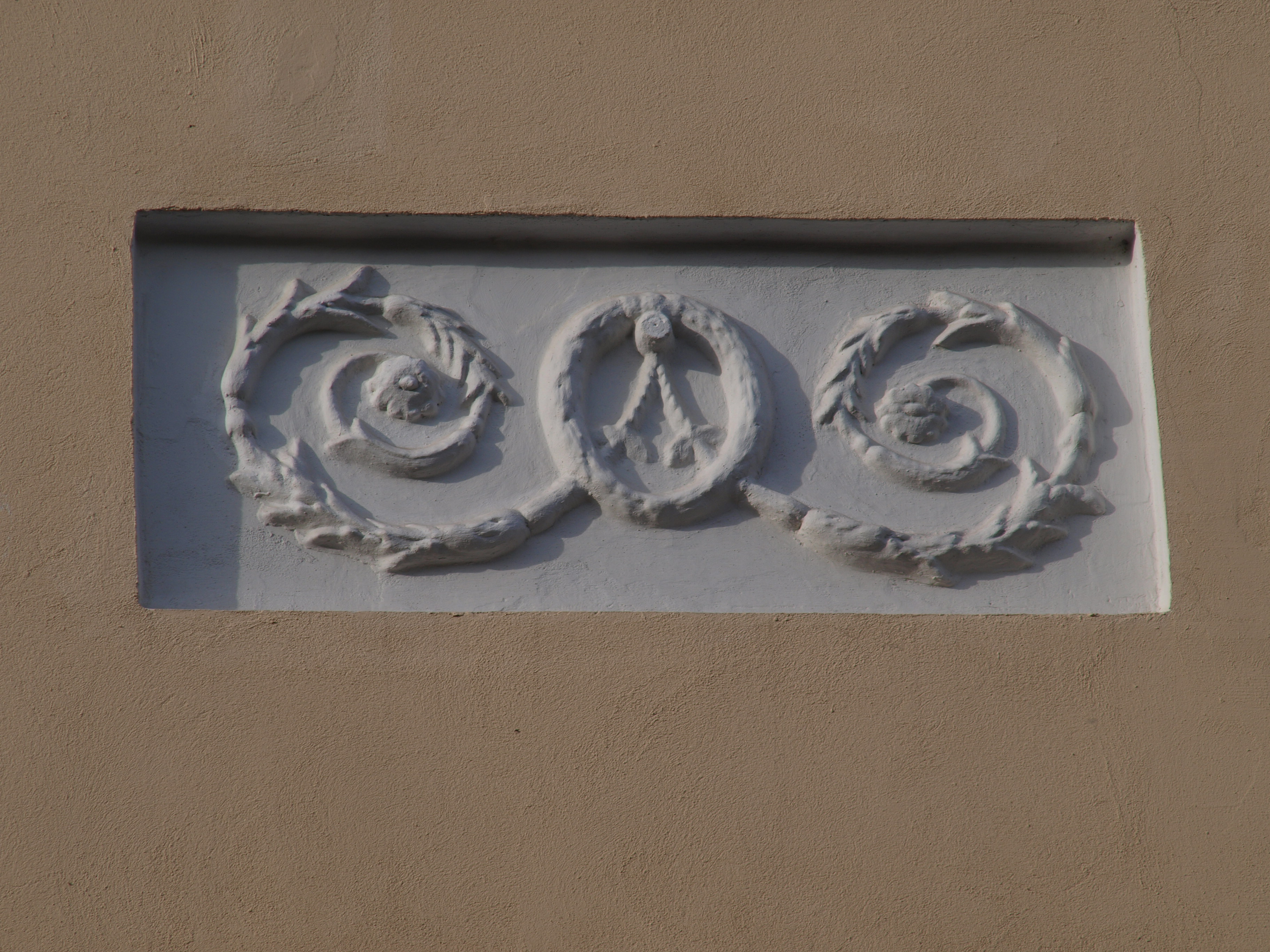
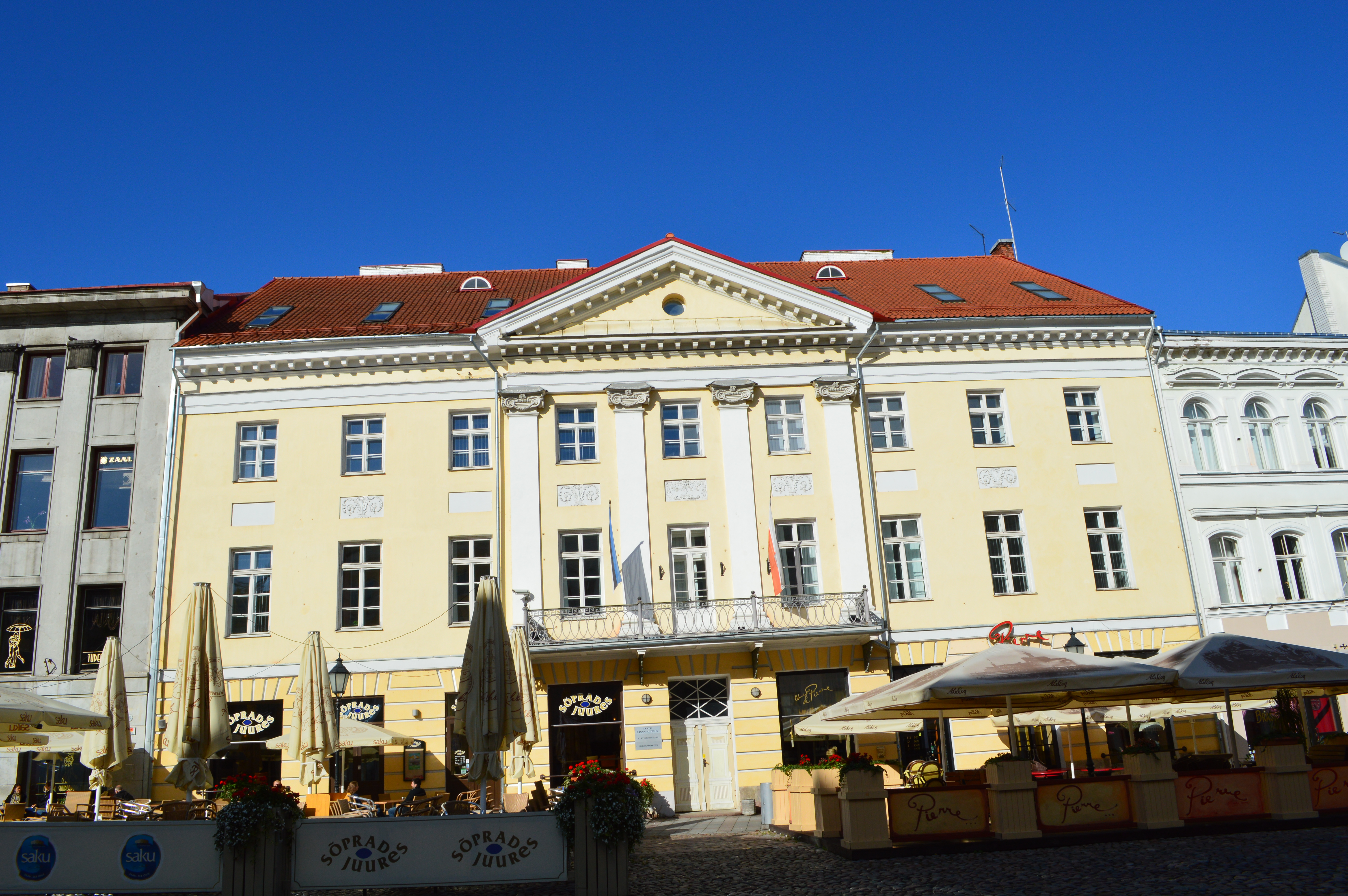
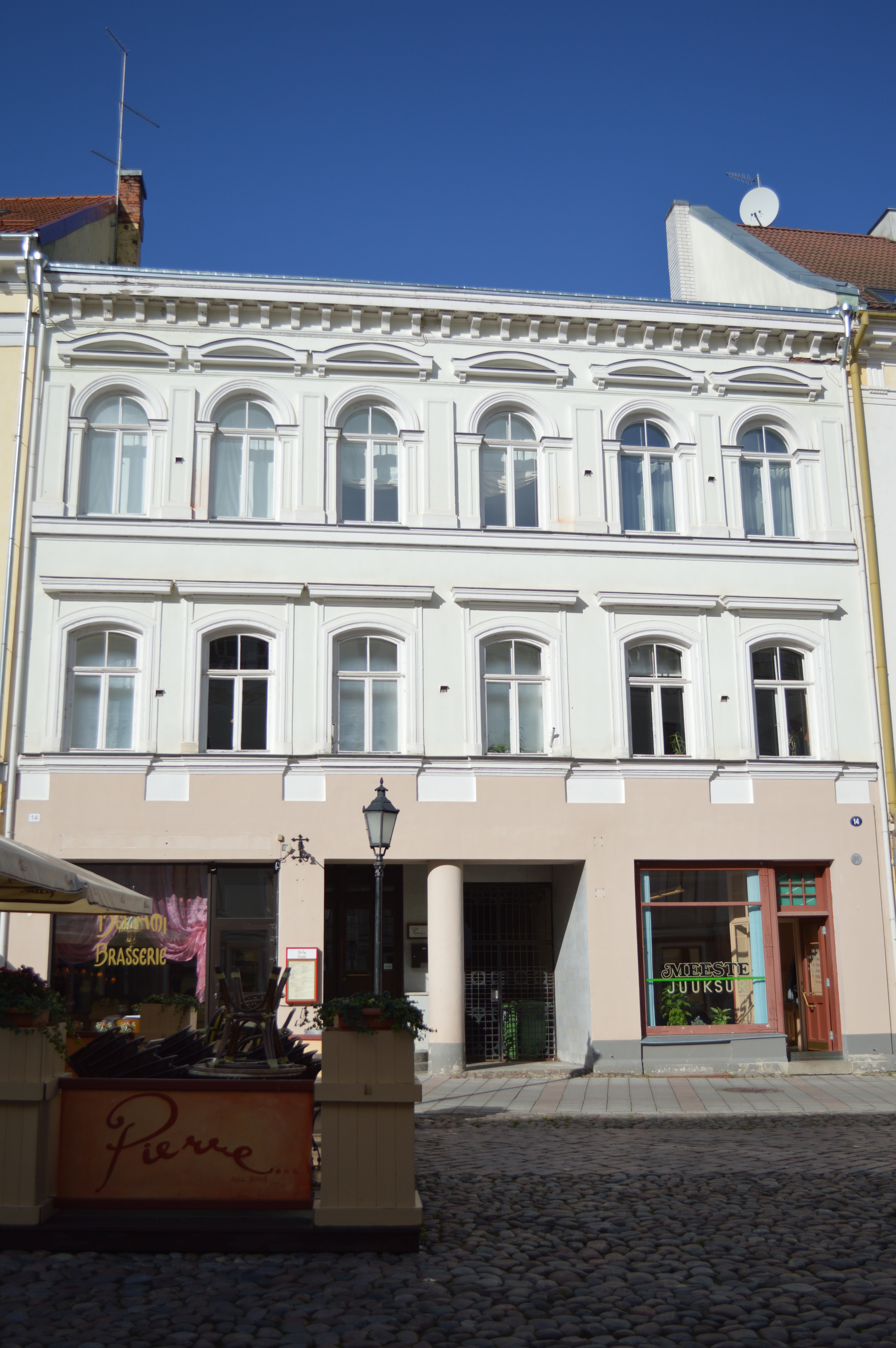
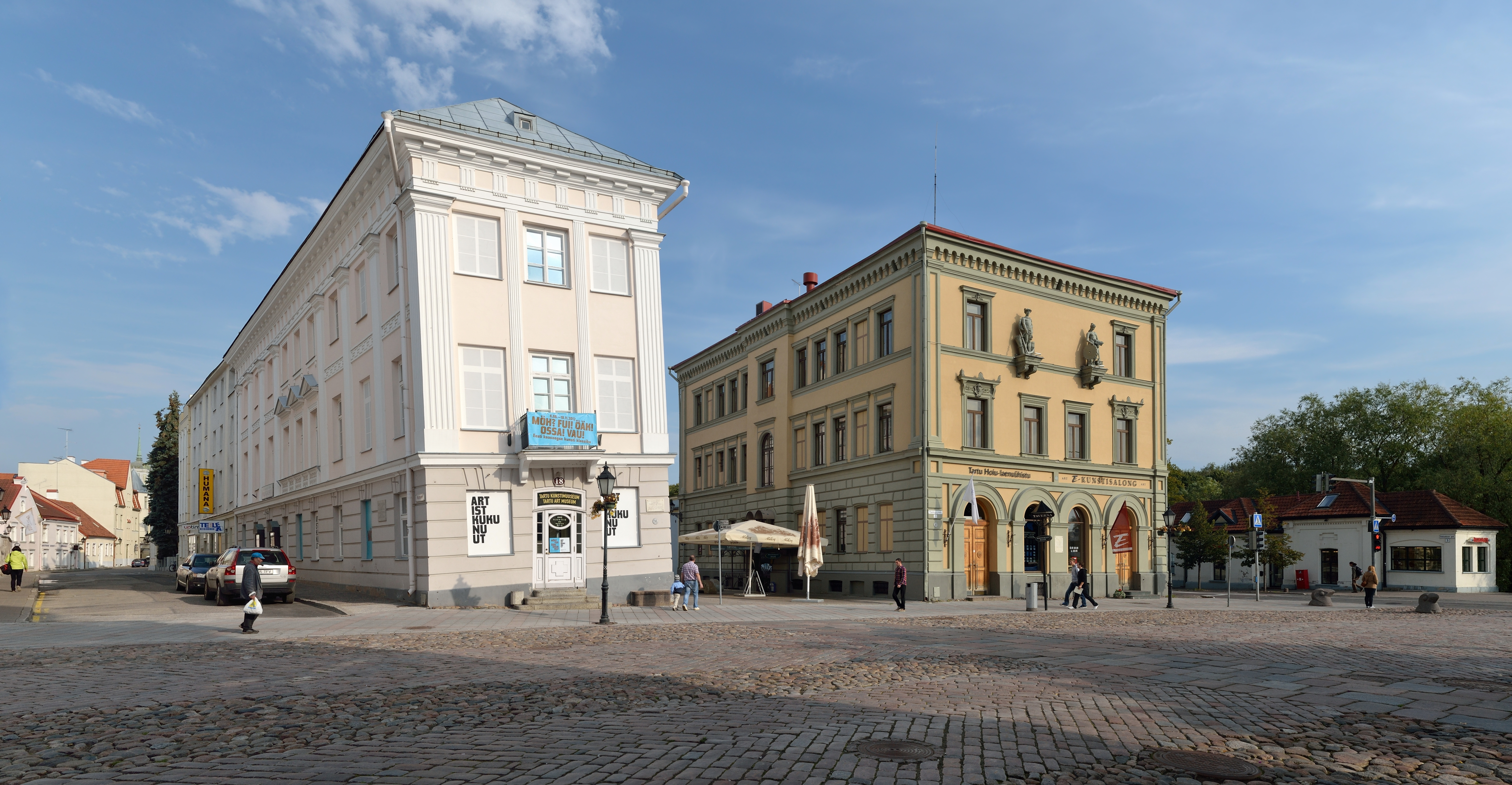
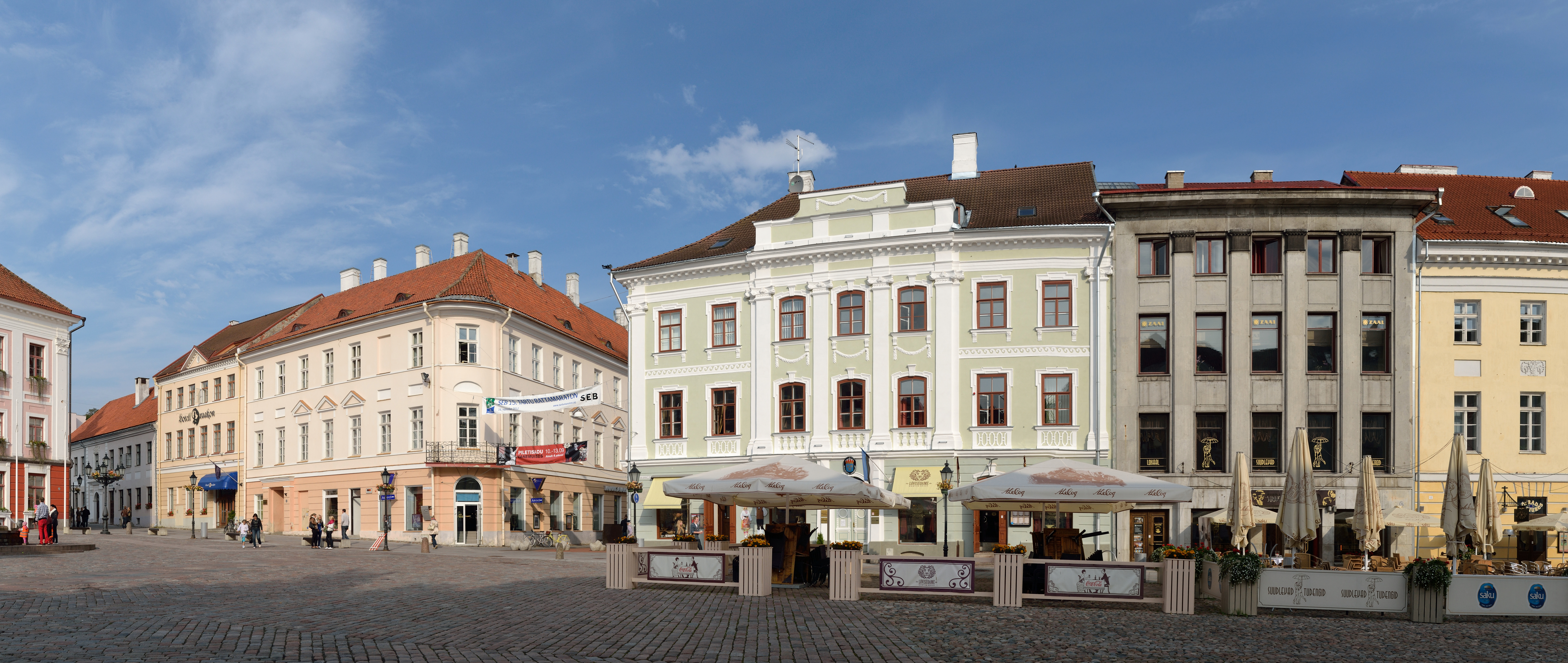
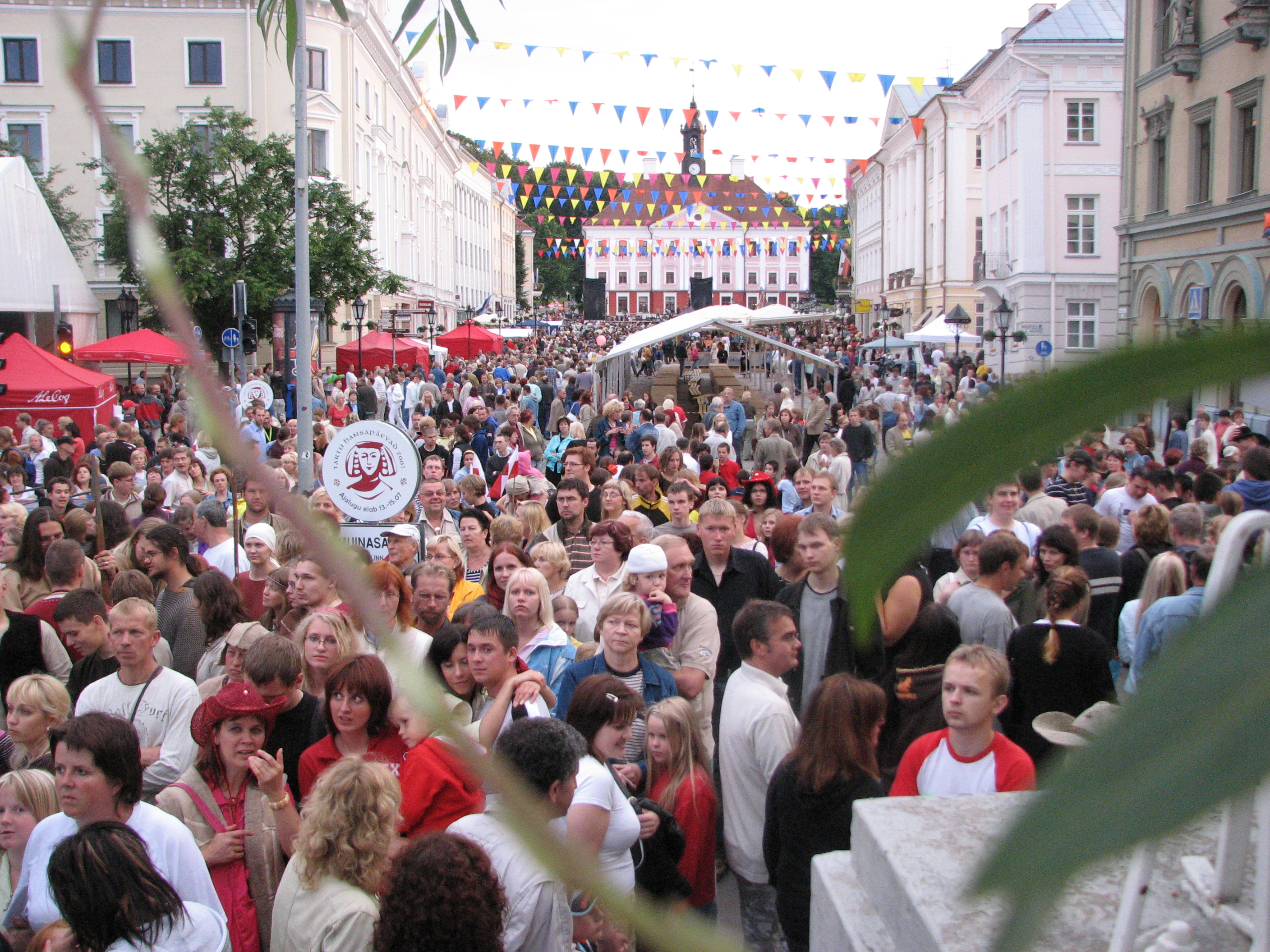
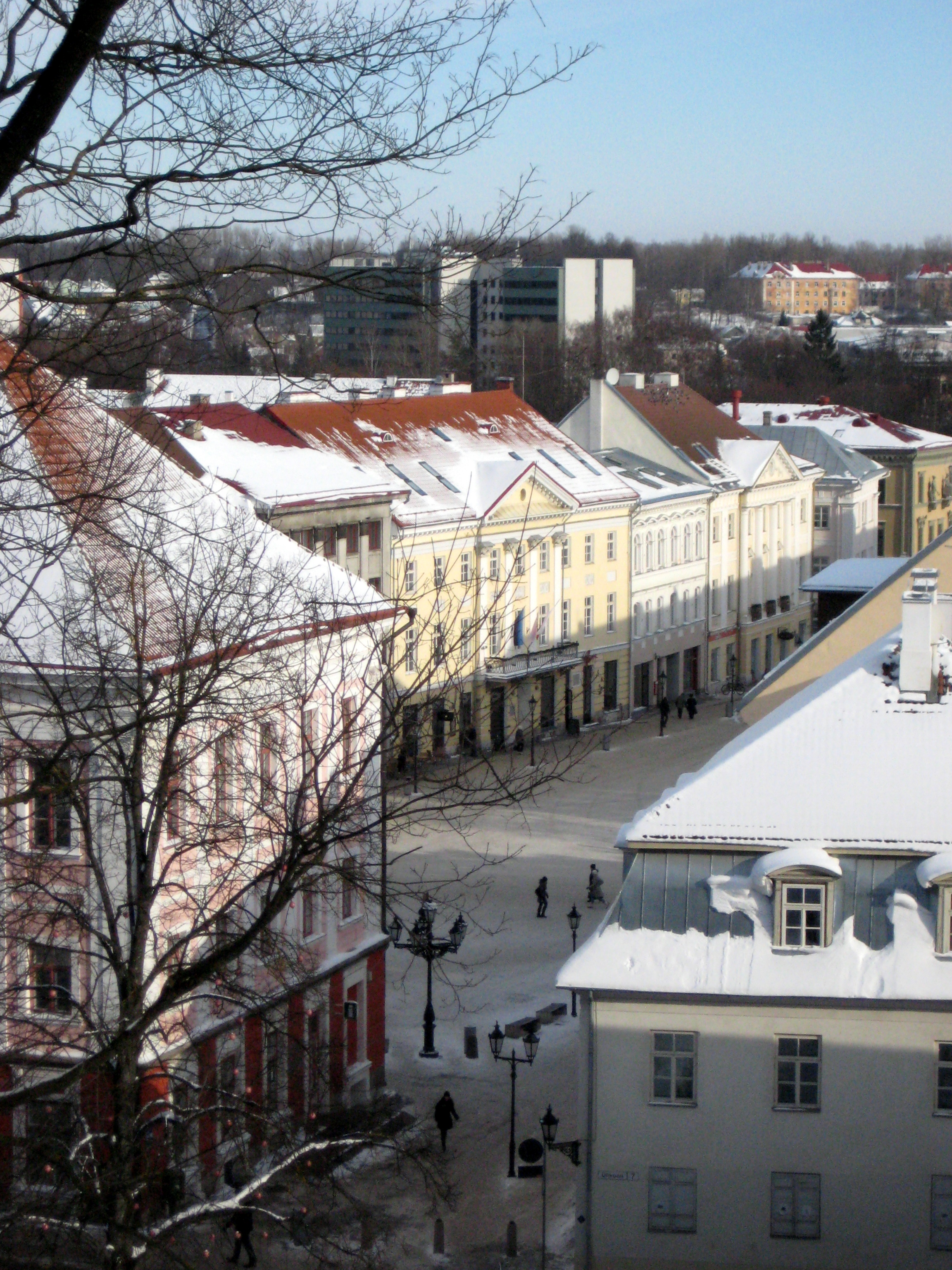
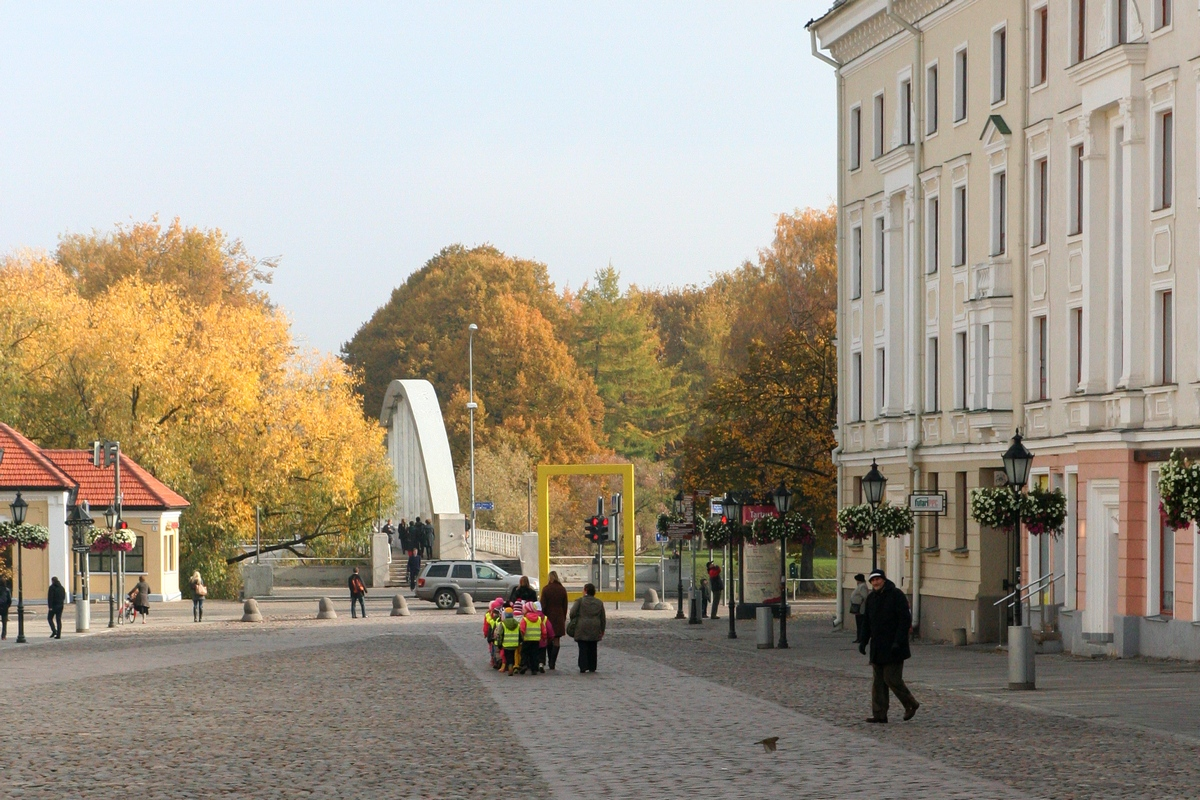
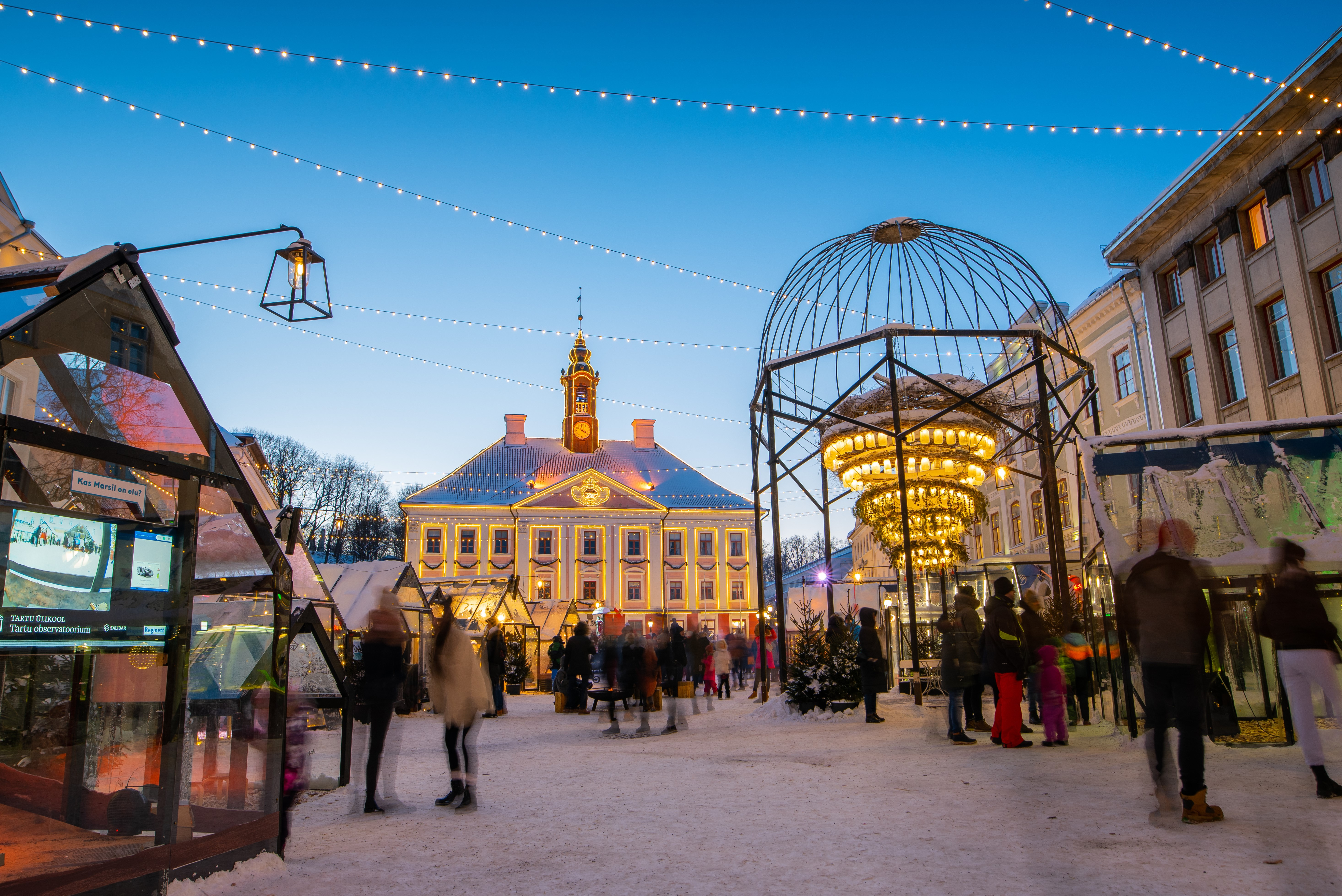